# Nedre Daimasjön
Nedre Daimasjön är en sjö i Strömsunds kommun i Jämtland och ingår i Ångermanälvens huvudavrinningsområde. Sjön har en area på 2,17 kvadratkilometer och ligger 551 meter över havet. Nedre Daimasjön ligger i Frostvikenfjällen Natura 2000-område.

## Delavrinningsområde
Nedre Daimasjön ingår i det delavrinningsområde (718496-145398) som SMHI kallar för Utloppet av Nedre Daimasjön. Medelhöjden är 649 meter över havet och ytan är 18,05 kvadratkilometer. Räknas de 25 avrinningsområdena uppströms in blir den ackumulerade arean 143,94 kvadratkilometer. Daimaån som avvattnar avrinningsområdet har biflödesordning 3, vilket innebär att vattnet flödar genom totalt 3 vattendrag innan det når havet efter 297 kilometer. Avrinningsområdet består mestadels av skog (68 procent) och kalfjäll (13 procent). Avrinningsområdet har 2,17 kvadratkilometer vattenytor vilket ger det en sjöprocent på 12 procent.